# Редукционизм
Редукциони́зм (от лат. reductio — возвращение, приведение обратно) — методологический принцип, согласно которому сложные явления могут быть полностью объяснены с помощью законов, свойственных явлениям более простым. Редукционистская парадигма, включающая эволюционную психологию, когнитивную нейробиологию, генетику поведения и неоклассическую микроэкономику, часто противопоставляется парадигме сложности. Разновидность редукционизма — методологический индивидуализм, попытки объяснить социальные явления через рассмотрение отдельных индивидов и их взаимодействий. 
Редукционизм абсолютизирует принцип редукции (сведения сложного к простому и высшего к низшему), предполагая полную объяснимость эмерджентных свойств в системах более высоких уровней организации низкоуровневыми свойствами. Один из примеров редукции — планетарная модель атома.
Редукционизм как философский подход исторически потеснил холизм — систему взглядов, не выделяемую в тот период отдельно, но господствовавшую в европейском мышлении до XVII века. Первым последовательным выразителем редукционистского подхода к миру, продолжившим в Новое время традицию античного философа Демокрита, был Рене Декарт (1596—1650). Вот пример его рассуждений: «…смерть никогда не наступает по вине души, но исключительно потому, что разрушается какая-либо из главных частей тела. … тело живого человека так же отличается от тела мертвого, как отличаются часы или иной автомат (то есть машина, которая движется сама собой), когда они собраны и когда в них есть материальное условие тех движений, для которых они предназначены… от тех же часов или той же машины, когда они сломаны и когда условие их движения отсутствует».
В социологии редукционизм существует в виде методологического натурализма и механицизма. В современной западной философии редукционизм вновь уступил свои позиции холизму, понятие которого было на новом уровне введено в оборот Яном Смэтсом (1870—1950). Он процитировал слова из «Метафизики» Аристотеля «целое больше, чем сумма его частей». 
Редукционизм имеет ограничения в применимости для анализа психических и социальных феноменов: так, в когнитивной науке обычно считается, что психические свойства нельзя свести к нейробиологическим характеристикам, а методологический индивидуализм не может всесторонне объяснить человеческое поведение в социальных группах. Советский и российский философ В. С. Швырёв считает, что логическим позитивистам пришлось отказаться от своих феноменалистско-эмпирических представлений о природе научного знания, предполагавших возможность исчерпывающего сведе́ния (редукции) теоретических терминов и предложений к терминам и предложениям языка «наблюдения», и признать факт существования теоретического уровня научного знания, не сводимого к эмпирическому знанию или его комбинациям.

## Редукционизм в научной литературе
Глубокий анализ редукционизма и его систем ценностей представлен в книге физика-теоретика и популяризатора науки Дэвида Дойча — «Структура реальности». Рассуждая о важности создания Теории всего и её физических интерпретаций, автор показывает ощутимую ограниченность взглядов редукционистов на нашу реальность и науку в частности. Уместно процитировать следующий отрывок: «Что побуждает ученых использовать термин „теория всего“ для названия столь малого, хотя и захватывающего отрезка знания? Я полагаю, еще один ошибочный взгляд на природу науки, который не одобряют многие научные критики, но одобряют многие ученые: наука по существу является редукционной. Это все равно, что сказать, что наука сомнительно упрощает все объяснения, раскладывая их на составляющие. Например, сопротивление стены проникновению или сбиванию объясняется тем, что стена — это огромное скопление взаимодействующих молекул. Свойства этих молекул объясняют на основе составляющих их атомов, взаимодействия этих атомов друг с другом и так далее до мельчайших частиц и самых основных сил. Редукционисты считают, что все научные объяснения и, возможно, любые достаточно глубокие объяснения принимают именно такую форму».
Несмотря на то, что идея холизма является противоположной по отношению к редукционизму, Дойч показывает критику для обоих понятий в равной степени: «Кстати, противоположность редукционизма — холизм, идея о том, что единственно правильные объяснения составлены на основе систем более высокого уровня, — еще более ошибочна, чем редукционизм. Чего ожидают от нас холисты? Того, что мы прекратим наши поиски молекулярного происхождения болезней? Что мы откажемся от того, что люди состоят из дробноатомных частиц? Там, где существуют упрощённые объяснения, они столь же желанны, как и любые другие».